# ترناتة
ترناتة (بالإنجليزية: TERNATA) هي جماعة قروية تابعة لإقليم زاكورة ضمن جهة درعة تافيلالت ب.  بلغ مجموع عدد سكان ترناتة  حسب إحصاءات 2004  حوالي 14185   نسمة  يعيشون في 1538 أسرة.

## إحصاء عام
| السنة | عدد السكان | عدد الأسر | عدد الأجانب |
| ----- | ---------- | --------- | ----------- |
| 1994  | 12140      | 1280      | °°°°        |
| 2004  | 14185      | 1538      | 0           |

## دواوير الجماعة
- تغزرت
- تسرڭات
- العروميات
- حارة الفاسي
- الخرازة
- تكيت شعوف
- تكيت بولمان
- زاوية القاضي السردنا رباط الحجر
- زاوية الصفصاف تنردن المكاثرة ملال
- زاوية ملال اولاد أوشاح القصيبة
- الفايجة